# Монтобан (округ)
Монтобан (фр. Montauban) — округ (фр. Arrondissement) во Франции, один из округов в бывшем регионе Юг-Пиренеи на юге Франции, который с 1 января 2016 года является частью региона Окситания. Департамент округа — Тарн и Гаронна. Супрефектура — Монтобан.
Население округа на 2006 год составляло 154 131 человек. Плотность населения составляет 73 чел./км². Площадь округа составляет всего 2117 км².